# Hermés s dítětem Dionýsem

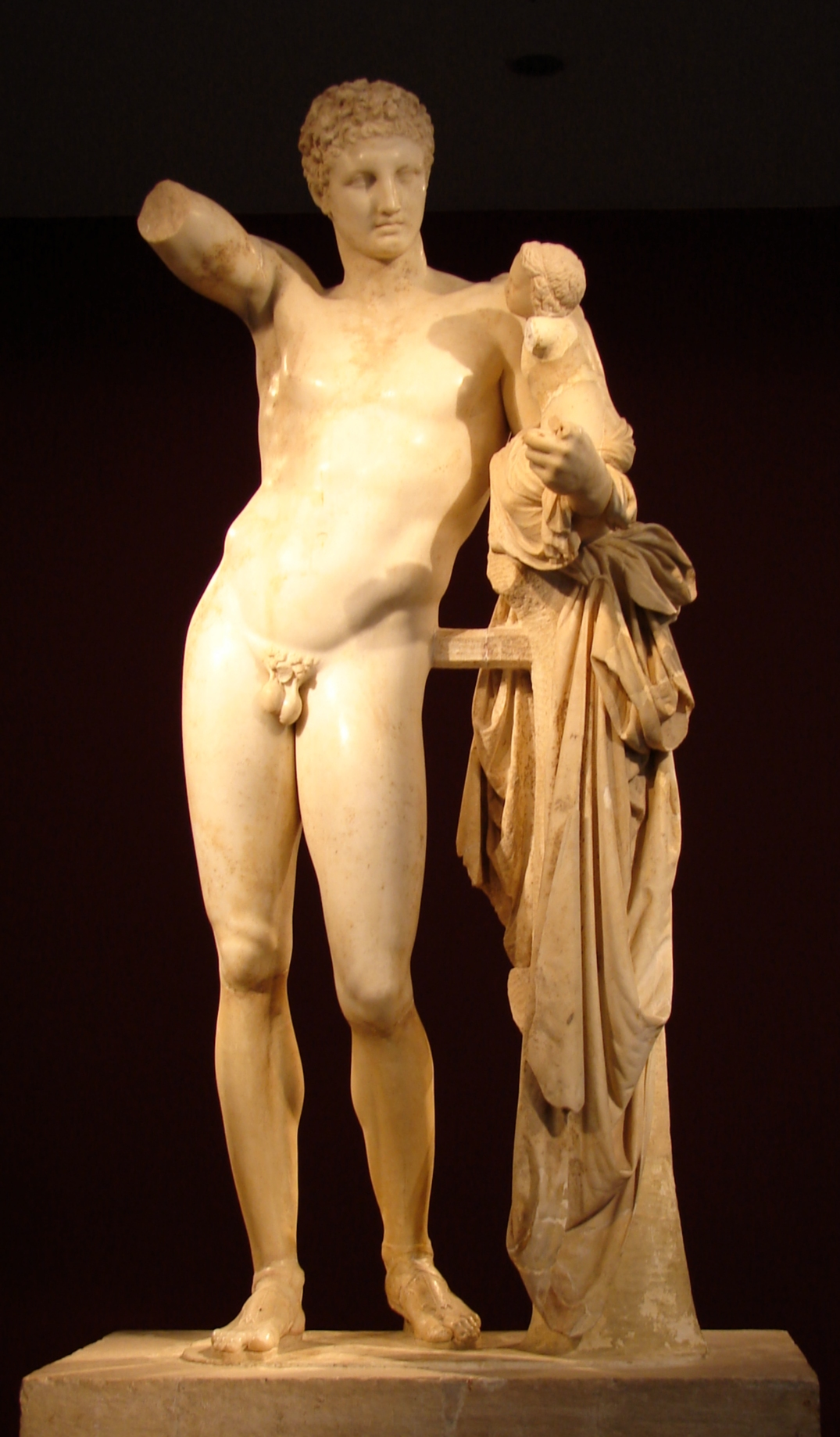

Hermés s dítětem Dionýsem (též Hermés Práxitelův nebo Hermés Olympijský) je tradiční označení starověké řecké sochy z parského mramoru ve sbírkách Archeologického muzea v Olympii zobrazující boha Herma v podobě mladého bezvousého muže s atletickými rysy s dětskou postavou Dionýsa sedící na jeho pravé ruce. Dílo zpracovává námět jednoho z příběhů řecké mytologie, podle nějž Zeus Hermovi svěřil výchovu narozeného Dionýsa. Za autora bývá tradičně pokládán Práxitelés, a to na základě zmínky v Pausaniově Cestě po Řecku. Socha byla nalezena v troskách Héřina chrámu v Olympii v roce 1877.